# Familia Sánchez Muñoz (Teruel)
La familia Sánchez-Muñoz fue una familia de infanzones que, desde la conquista de Teruel (1171), bajo el reinado de Alfonso II de Aragón, y durante toda la Edad Media tuvo gran protagonismo en la vida turolense. 
En el 1176 recibieron la baronía de Escriche, al igual que participaron en la Batalla de Las Navas de Tolosa en 1212 y en la conquista de Valencia en 1238.
Varios miembros de esta familia accedieron a puestos relevantes de la administración municipal de la ciudad aunque su figura más internacional es Pedro Gil Sánchez Muñoz, conocido como el antipapa Clemente VIII, sucesor del papa Luna. 
El linaje de los Sánchez-Muñoz se divide en distintas ramas a lo largo de la Edad Media:
- La rama de los Escriche, barones y, desde 1531, infanzones.
- La rama de los Zarzoso, señores de la torre Zarzoso en Albarracín.
- La rama de los Villamayur, señores del castillo y tenencia de Villamayur y de torre Yusana (Torrebaja).

## El archivo familiar
Los Sánchez Muñoz reunieron, ya en la Edad Media, una rica colección de libros y documentos. En 1882 Gabriel Llabrés, realizó en Teruel un inventario de la biblioteca y el archivo que posteriormente se localizaron en Barcelona en manos de un anticuario que los había puesto a la venta por lotes. Parte de la biblioteca y gran parte del archivo serán adquiridos entre 1912 y 1914 por el Instituto de Estudios Catalanes; otra parte se vendió a particulares. En 1955 el Archivo de la Corona de Aragón adquirió a un librero catalán el archivo de los duques de Alagón que incluía gran parte de los documentos del archivo familiar de los Sánchez Muñoz de Teruel.
En el Archivo Histórico Provincial de Teruel (AHPTE) se encuentran 102 documentos del archivo familiar fechados entre 1346 y 1879. Estos documentos fueron adquiridos a particulares e ingresaron en el AHPTE en noviembre de 1951 y octubre de 1960. Entre los documentos cabe destacar una Bula del papa Benedicto XIII.
Para el estudio de esta familia también puede recurrirse al Archivo Histórico Provincial de Zaragoza (Sección de Procesos y Real Acuerdo) y al Archivo Histórico Nacional de Madrid (Sección de Consejos Suprimidos). Además, hay documentación de Clemente VIII, el antipapa, en el Archivo Diocesano de Teruel (Capítulo General Eclesiástico).